# 泡馍

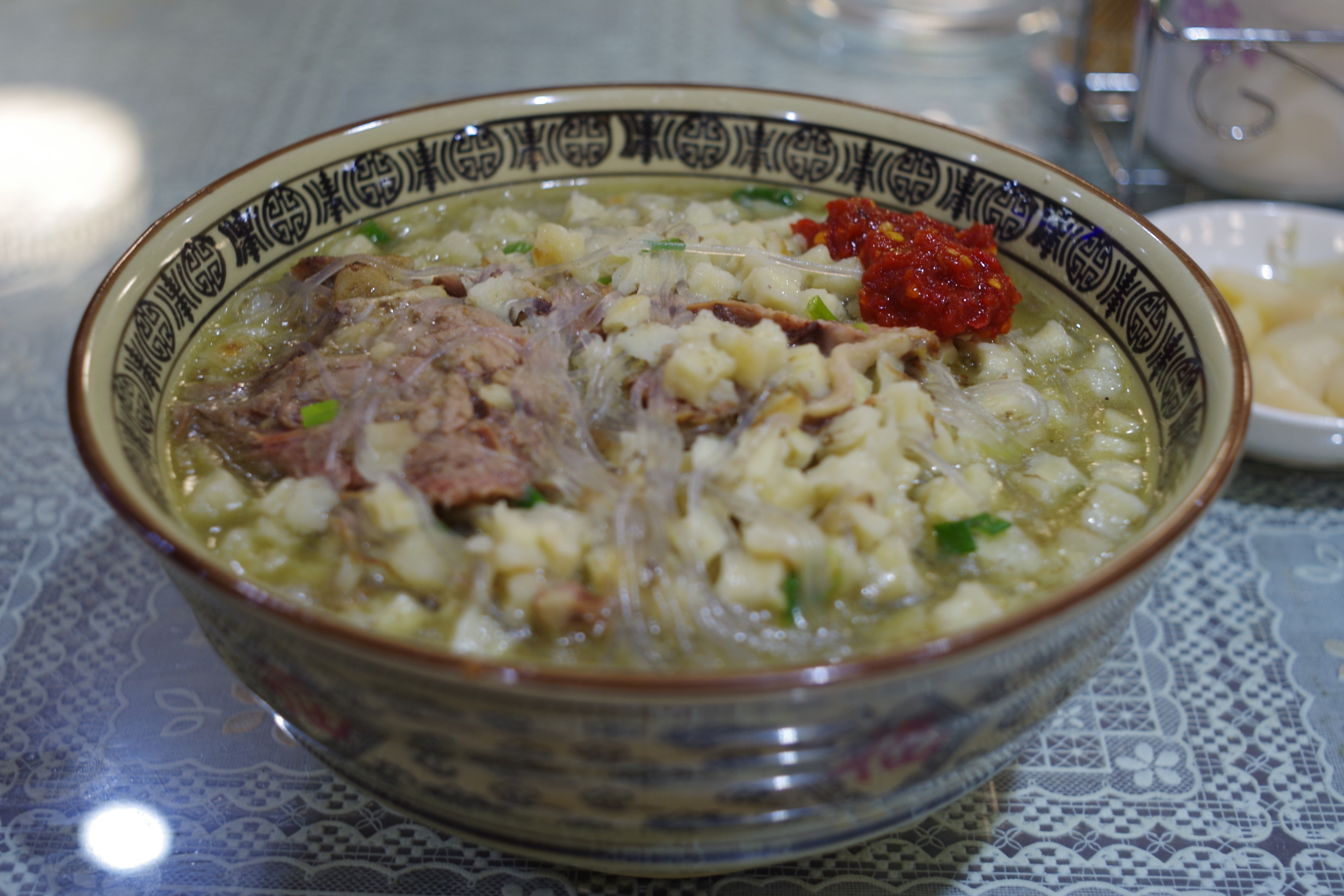
羊肉泡馍

泡馍是中国西北流行的一种小吃，各地做法有所不同。根据做法除一般的泡馍外，還有水盆羊肉、小炒泡馍、清汤羊肉，以及以肥肠为原料的葫芦头泡馍等等。

## 历史
最早可追朔到明朝崇祯年间，西安的一家专营羊肉泡馍的“天锡楼”。

## 制作方法
泡馍中的馍是一种烧饼，叫做“坨坨馍”，用不发酵的面团（死麵）烤制。店家以羊肉（由于羊肉有膻味，也有用牛肉代替的）、牛（羊）骨，配以花椒、大料、草果、桂皮等调料，入锅内煮至内酥烂，和浓汤一并留下备用。客人需自行将坨坨馍掰成着拇指头大小的碎块交给店家。店家随后用炒锅置入浓汤，添适量水煮开，放入切好成片的熟牛（羊）肉和适量湿粉丝稍滚，再将食客掰好的馍块倒入，并加调味品煮1—2分钟，最后淋熟羊油盛入碗中。食用时視個人喜好佐以糖蒜、辣酱、香菜等。

## 图集

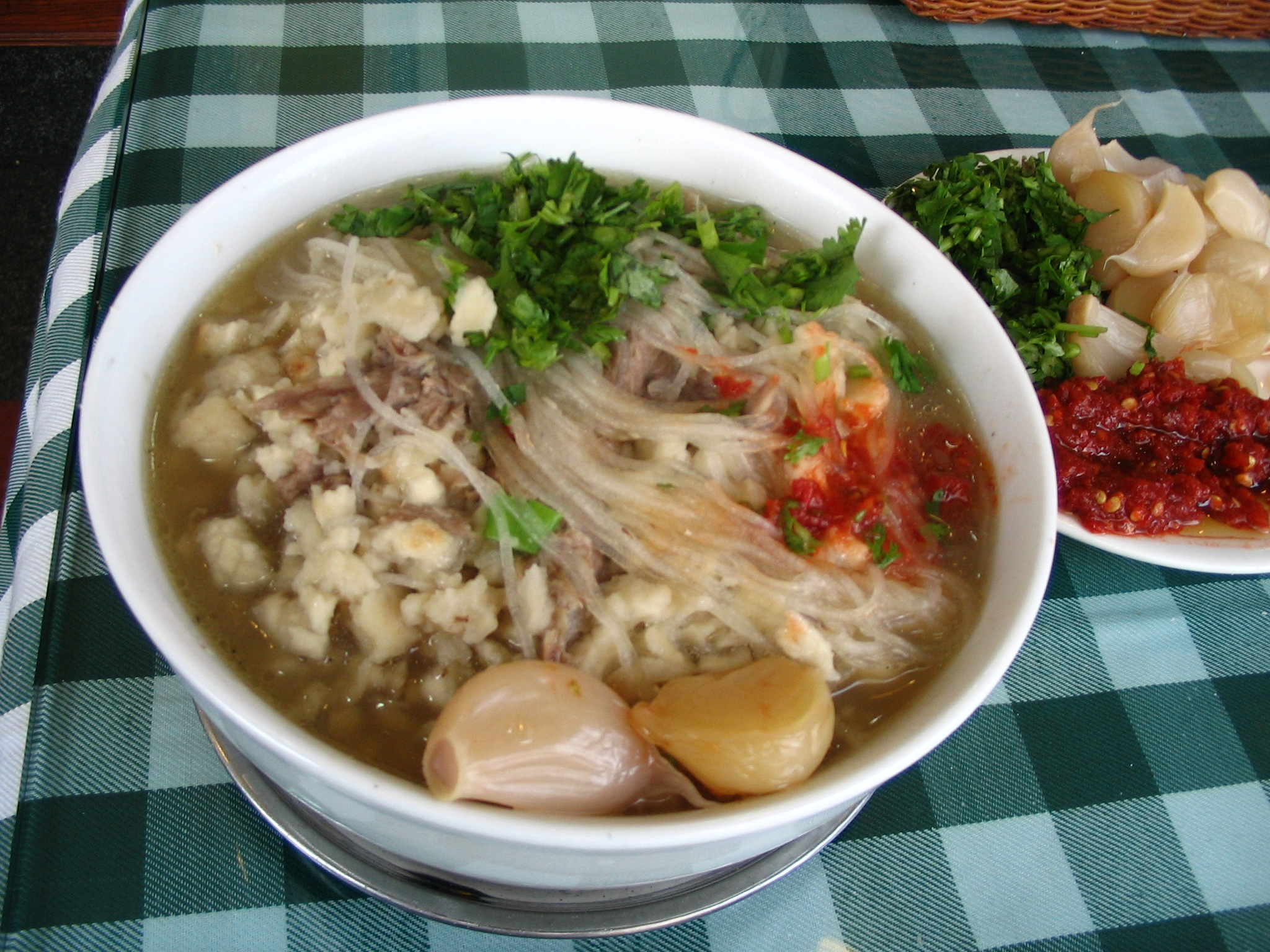
已经做好的羊肉泡馍。
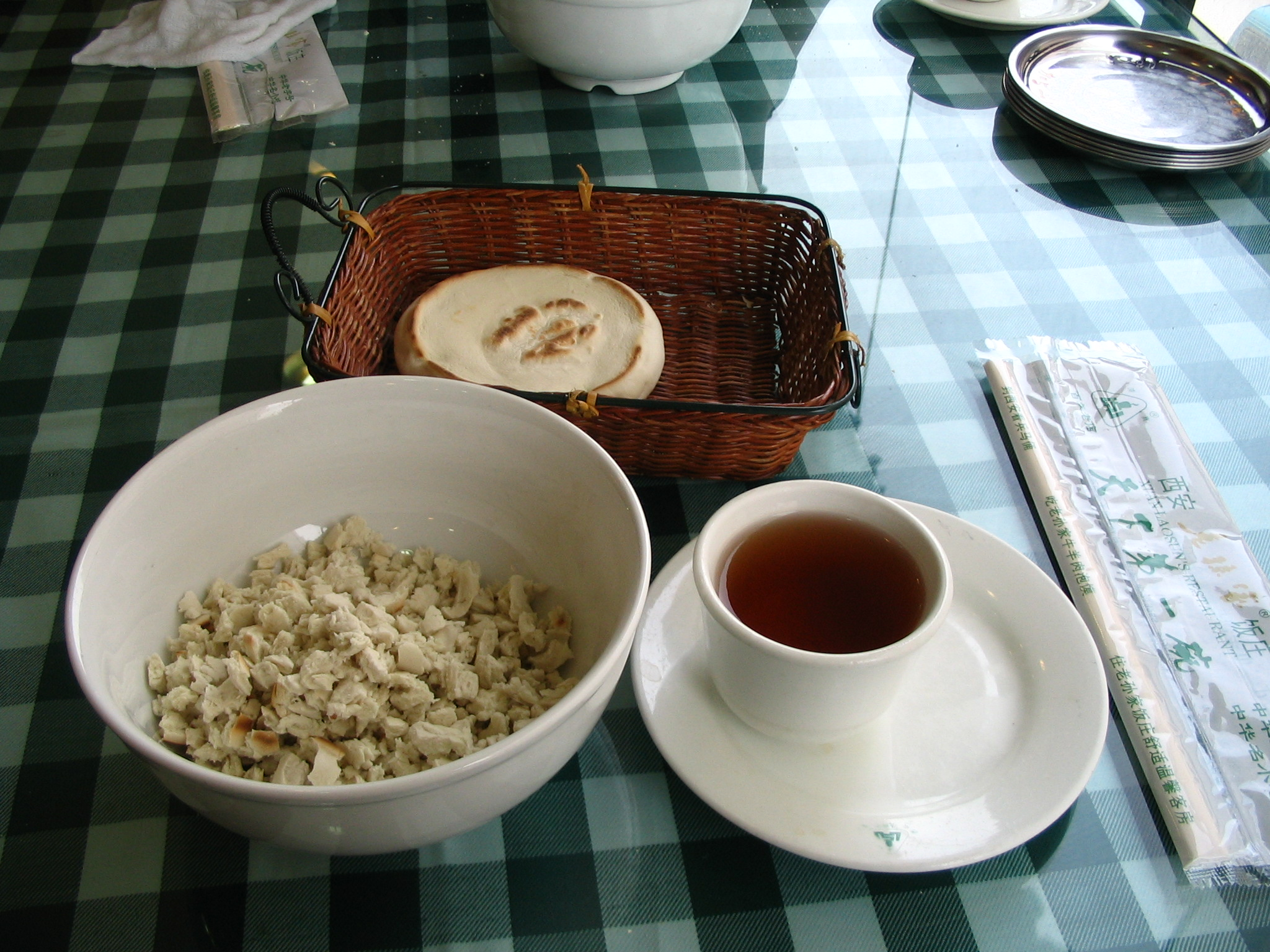
一个掰好的馍和一个没有掰的馍。
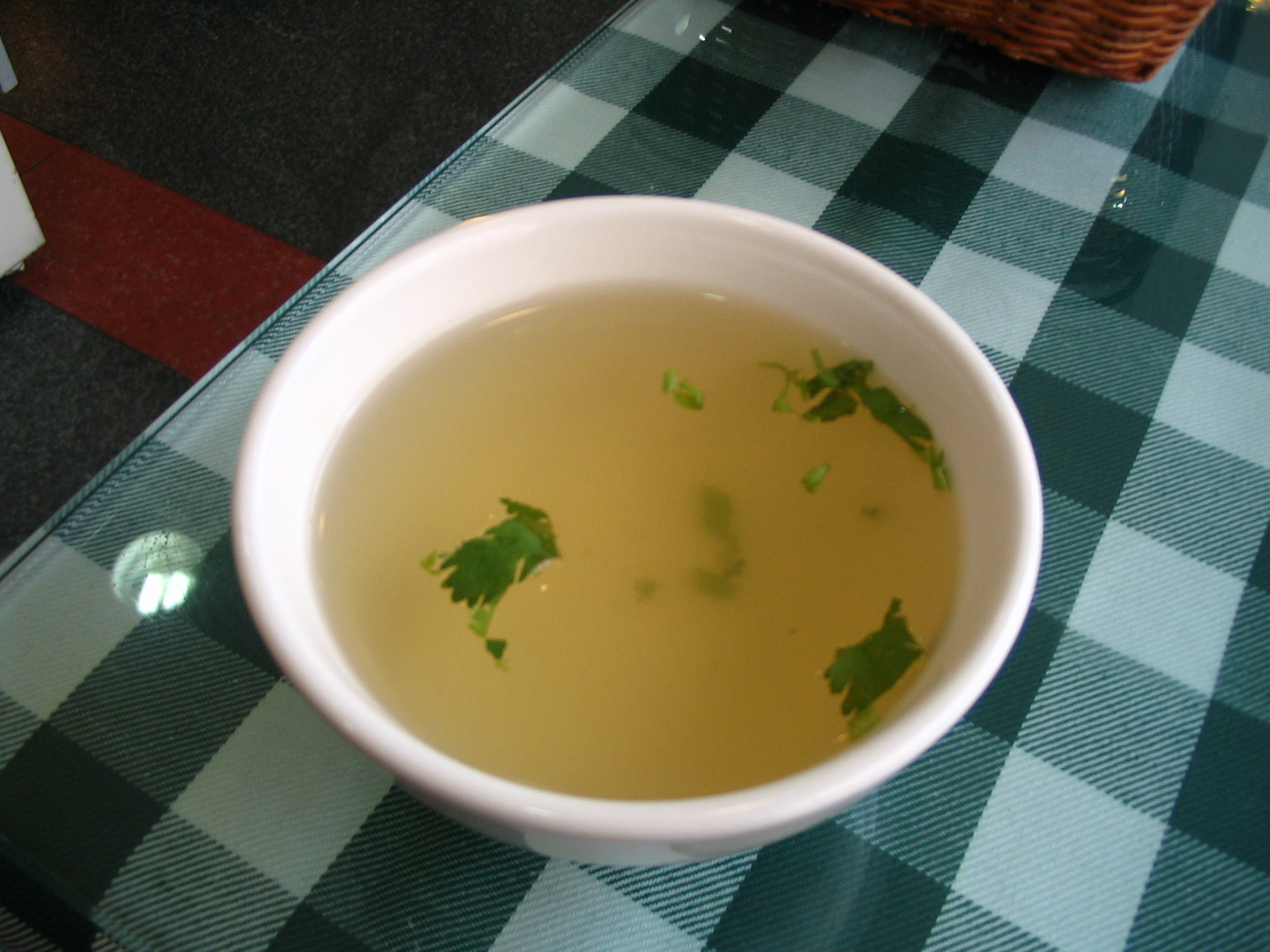
羊肉泡馍带的高汤。
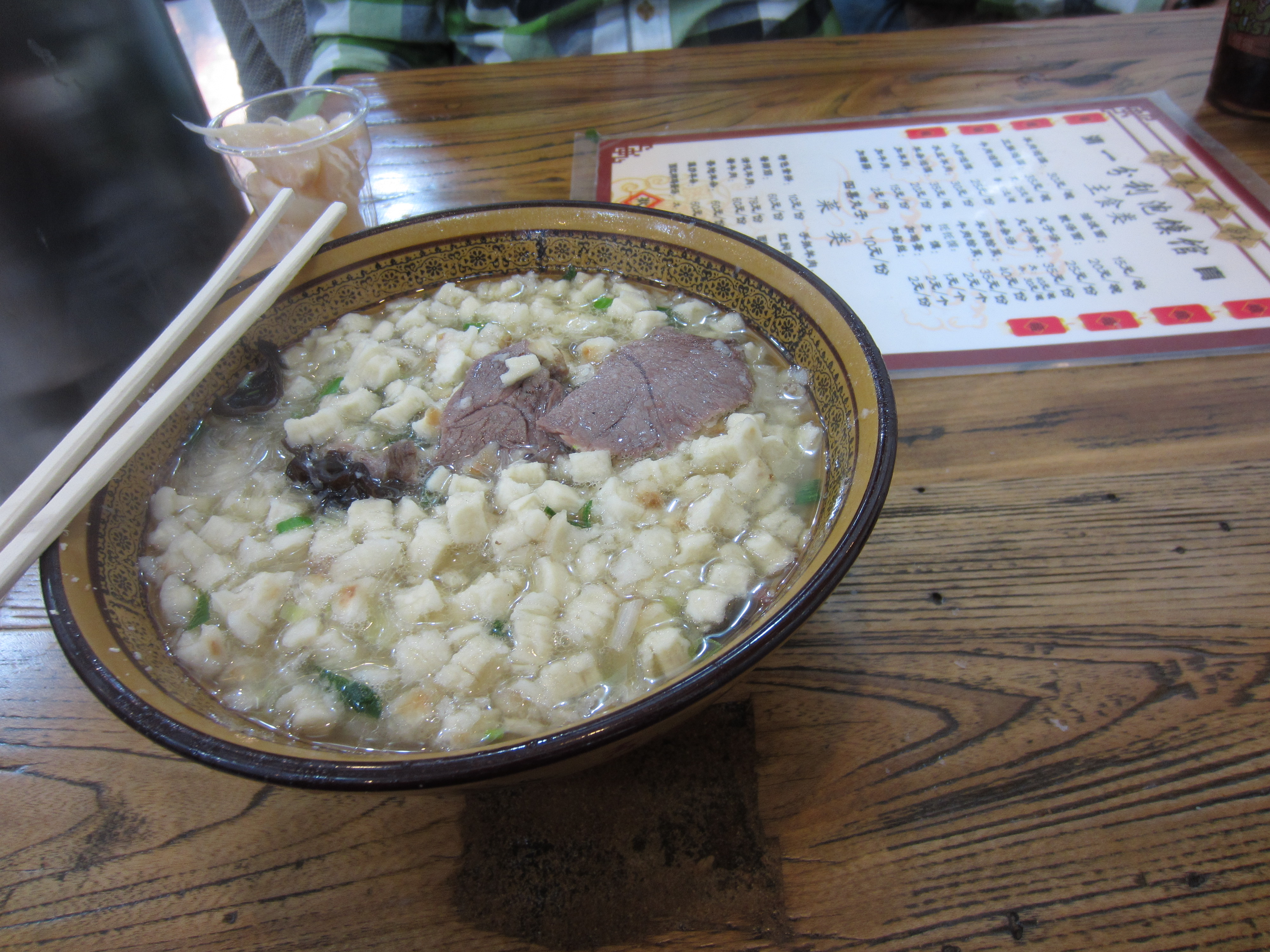
西安西羊市的羊肉泡馍
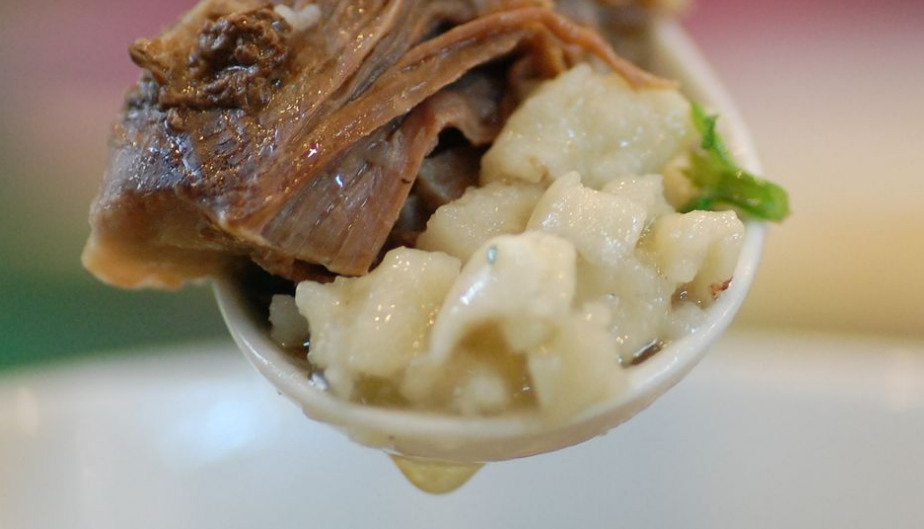
一勺肉和泡馍